# Monsieur Mardi-Gras Descendres
Monsieur Mardi-Gras Descendres est une bande dessinée de Éric Liberge en 4 tomes.

## Résumé de la série[1]

### Tome 1:Bienvenue!
Première édition : 1998
Mais où est donc tombé Victor Tourterelle ?
Une glissade fatale sur la petite voiture que son fils avait oubliée dans la salle de bains, et voici Victor Tourterelle expédié sans transition de l'autre côté du miroir, au beau milieu d'un désert de craie, sous un ciel noir comme l'encre. Pas un bruit, pas une âme. De son nouvel état, Victor se réjouit d'avoir encore toute sa conscience, qui est bien plus claire que sur Terre !
Mais de son corps, il ne reste que les os. Hagard, le défunt, n'a aucune idée qu'il est sur le point de se lancer dans l'aventure la plus folle à laquelle une âme ait jamais été confrontée dans l'au-delà.
Ce premier tome édité chez Zone créative a reçu le Prix René Goscinny de 1999.

### Tome 2:Le télescope de Charon
Première édition : 2000
Le cartographe du purgatoire...
Une angoisse sourde étreint la foule osseuse depuis qu'un nouveau venu, rebaptisé Mardi-Gras Descendres, a hurlé publiquement le refus de sa condition post-mortem et crié à l'imposture divine. Mardi-Gras parvient à s'échapper lors de son transfert vers Saint-Luc, le terrible lieu de redressement des esprits retors. En ville et dans tous les autres districts, la Milice mène une gigantesque battue à la recherche du dangereux rebelle. Recueilli par la Corniche, un groupuscule clandestin, il est chargé d'une tâche titanesque afin de récupérer son âme : cartographier l'ensemble du purgatoire à l'aide du télescope de Charon qui sert depuis des siècles à l'affectation des nouvelles incarnations terrestres.

### Tome 3:Le pays des larmes
Première édition : 2001
L'incroyable aventure du plus tourmenté des squelettes !
Toujours à la recherche de son âme retenue par la secte de la Corniche, Mardi-Gras plonge au cœur de Pluton, dans les huit cercles du Purgatoire. Cela va-t-il suffire à le délivrer de ses errances ? Pourquoi semble-t-il être le seul à chercher sa rédemption ? Trouvera-t-il la sortie du labyrinthe ? À l'extérieur, le soulèvement général est en route...

### Tome 4:Le vaccin de la résurrection
Première édition : 2005
Les errances de Monsieur Mardi-Gras Descendres prennent fin.
Alors qu'il se confronte douloureusement à ses incarnations passées dans les premiers cercles du Purgatoire, le facteur 24 et l'étrange Architofel vont enfin lever le voile sur la nature réelle du Purgatoire... Dans le district de Sainte-Cécile, le chaos se répand à la suite d'une « surdose » collective (les eaux déversées du Léthé, la pluie de café provoquée par les psychopompes en rébellion). Un squelette tombe alors sur la formule de la résurrection... Mais les pénitents sont-ils prêts à retrouver les souffrances de la vie sur terre ?

## Personnages
Mardi-Gras DescendresVictor Édouard Georges Tourterelle, cartographe, né le 31 août 1956 et décédé dans la nuit du 11 au 12 février 1997 en glissant sur la petite voiture oubliée par son fils Thimotée dans la salle de bains. Matricule post-mortem 9 119 547 882 361 566 751 237. Il est rebaptisé Mardi-Gras Descendres car il est décédé à minuit exactement, entre Mardi Gras et le mercredi des Cendres. À partir de la fin du tome 1, il se singularise par un crâne en moulin à café.
Le facteur 23Il accueille les nouveaux-venus, leur remet leur nouvelle identité et les oblitère. Il circule librement malgré les insurrections, ce qui conduit à penser qu'il a un rôle plus important dans la hiérarchie du purgatoire (septuagésime). Il s'avère avoir été Philibert Étienne, évêque de Paris et conseil secret du pape de son vivant.
Psychopompe 67Pétronille Fête-Dieu, membre de la Corniche, vaguement trafiquant, amateur de grands vins. Il accompagne Descendres dans son voyage au cœur de Pluton, et le fournit en café.
Jeronimus van AkenSes recherches alchimiques pour trouver le vaccin de résurrection lui ont valu d'être enfermé à Saint-Luc par Philibert Étienne. De son vivant prince de l'église réformée de Hollande et alchimiste réputé, le pape l'avait chargé de réfléchir à un intermédiaire entre le paradis et l'enfer.
Séverin Léopold le PieuxIl est Grand Nocher (chef de la corniche). De son vivant recteur de Bretagne et protégé du prince van Aken, sous la contrainte, il a changé trois termes à la charte qui définit le purgatoire.